# Thomas Richard Heywood Thomson
Pour les articles homonymes, voir Thomas Thomson (homonymie), Richard Thomson (homonymie) et Thomson.
Thomas Richard Heywood Thomson, ou T. R. H. Thomson, (Londres, 1813-Braddan, 30 juin 1876) est un explorateur et naturaliste britannique.

## Biographie
Il est chirurgien de marine, fils de Samuel Thomson, banquier à Londres, où il naît, et de Margaret Heywood, originaire de l'île de Man, il épouse Margaret Wilson. Il remonte le Niger en 1841 avec William Allen (en) et Henry Dundas Trotter. Il est membre de la Société ethnologique de Londres et de la Botanical Society of Edimburgh (en), et membre correspondant de la Zoological Society of London.
Il est le premier à avoir décrit la Talève d'Allen, un oiseau aquatique (1842).

## Publications
- A narrative of the expedition sent by Her Majesty's government to the river Niger, in 1841, under the command of Capt. H. D. Trotter, R.N., 2 vols., avec William Allen, 1848.
- « The Bubis, or Edeeyah of Fernando Po », in The Edinburgh New Philosophical Journal, vol. 44, avril 1848, p. 232-244
- The Brazilian slave trade and its remedy shewing the futility of repressive force measures, also, how Africa and our West Indian colonies may be mutually benefited, John Mylrea, 1850
- « Observations on the Reported Incompetency of the Gins or Aboriginal Females of New Holland, to Procreate with a Native Male after Having Borne Half-Caste Children to a European or White », in Journal of the Ethnological Society of London (1848–1856), vol. 3, 1854, p. 243–246.